# Luan Michel de Louzã
Luan Michel de Louzã (Araras, Brasil, 21 de septiembre de 1988) es un futbolista brasilero. Juega de delantero y su actual equipo es el Cruzeiro de la Serie A de Brasil. 

## Clubes
| Club           | País    | Año       |
| -------------- | ------- | --------- |
| União São João | Brasil  | 2008      |
| AD São Caetano | Brasil  | 2008-2009 |
| Toulouse FC    | Francia | 2009-2010 |
| Palmeiras      | Brasil  | 2010-2013 |
| Cruzeiro       | Brasil  | 2013-2014 |